# Черниця (притока Гнилої)
Черниця — річка в Україні, у Чортківському районі Тернопільської області, права притока Гнилої (басейн Дністра).

## Опис
Довжина річки 12 км, похил річки — 4,6 м/км. Формується з багатьох безіменних струмків та 2 водойм. Площа басейну 32,2 км².

## Розташування
Бере початок на південній стороні від села Клювинці. Тече переважно на південний схід через села Сорока та Постолівка і впадає в річку Гнилу, праву притоку Збруча.
Річку перетинає автомобільна дорога Т 2002.